# Shadow Dancer
Shadow Dancer (другие названия — The Secret of Shinobi, Shadow Dancer: The Secret of Shinobi) — мультиплатформенная видеоигра в жанре платформер, разработанная компанией Sega Enterprises. Является частью серии игр Shinobi.
В 1990 году игра была издана для платформы Sega Mega Drive/Genesis под названием Shadow Dancer: The Secret of Shinobi. Позднее она была переиздана для платформ Wii Virtual Console и Steam, а также выпущена в составе Sega Genesis Collection для PlayStation 2 и PlayStation Portable.

## Игровой процесс
Игра представляет собой платформер с замкнутыми уровнями-локациями, использующими боковой скроллинг и построенные с применением двухмерной графики.
Герой игры — ниндзя по имени Дзё Мусаси. Персонаж перемещается по нескольким большим уровням (аэропорт, улицы города, строительные конструкции и др.), разделённым на подуровни, и уничтожает врагов; иногда в ходе уровня ему нужно выполнить какое-либо задание (например, обезвредить бомбу). В конце каждого большого уровня находится босс.
Герой атакует противников, применяя различные виды магии и сюрикены. Чтобы на время обездвиживать врагов, персонаж может использовать пса, следующего за ним по уровню. Так же пёс может «предупреждать» героя об опасности, если замечает врагов, находящихся за пределами видимости.

## Оценки
Оценки игры критиками и игроками в основном высокими.
К примеру, британский журнал Commodore Force оценил версию для компьютера Commodore 64 достаточно высоко — в 82 балла из 100, назвав игру «увлекательной и в меру сложной».
Версия для Sega Master System также получила высокие оценки — 7,5 баллов из 10 от журнала Retrogaming History и 71 балл из 100 от Mean Machines. Игра была названа «хорошим примером 8-битного экшена, использующего тематику приключений ниндзя». Сравнивая эту версию с игрой Shadow Dancer: The Secret of Shinobi для Sega Mega Drive/Genesis, рецензенты заметили, что последняя несколько уступает первой в плане геймплея. При этом, однако, было отмечено, что в игре не так много интересных элементов, как ожидалось. Также среди недостатков были названы высокая сложность (в частности, во время сражений с боссами) и неудобное управление.
Информационный сайт GameFAQs поставил версии для аркадных автоматов оценку 7,4 балла из 10.
Веб-сайт GameSpot наиболее высоко оценил версию для аркадных автоматов (8,7 баллов из 10), а наиболее низкую оценку получила версия для персонального компьютера (5,2 балла из 10).